# Matthias Konrad Kann
Matthias Konrad Kann (auch: Matthias Conrad Kann, * 11. Juli 1871 in Köln-Deutz; † 14. November 1952 ebenda) war ein deutscher Schriftsteller.

## Leben
Matthias Konrad Kann wirkte ab 1891 als Lehrer. Von 1927 bis 1931 war er Konrektor an einer Schule in Köln-Vingst. Sein literarisches Werk besteht aus Erzählungen und Gedichten.
1963 wurde nach ihm in Köln-Vingst der Mathias-Kann-Pfad benannt.

## Werke
- Abseits vom Weg, Leipzig 1907
- Festliche Klänge, Frankfurt [u. a.] 1909
- Nur ein Zigeunermädchen, Paderborn 1911
- Maria Mittlerin, München 1914
- Drei Mütter, Köln 1915
- So nach und nach, Köln 1915
- Der goldene Tag, Köln 1916
- Die heilige Elisabeth, Köln 1918
- Der Landfahrer, Köln [u. a.] 1922
- Maria, Detmold 1948